# Галушкин, Андрей Андреевич
Андрей Андреевич Галушкин (род. 7 июля 2000, Мехико) — российский хоккеист, нападающий .

## Биография
Родился в 2000 году в Мехико, где работал его отец, хоккеист. Воспитанник петербургских ГСДЮШОР и школы «Серебряные львы», где тренировал отец. Начинал играть в командах системы СКА «СКА-Варяги» (2017/18 — 2018/19) и «СКА-1946» (2019/20). Сезон 2020/21 провёл в команде «Чайка» Нижний Новгород. Следующий сезон начал в «Академии Михайлова», но не сыграв ни одного матча, перешёл в финский клуб ИПК. В январе 2021 перешёл в белорусский «Шахтёр» Солигорск. Сезон 2022/23 начал в словенском «Есенице».